# Entre Ríos (prowincja)
Entre Ríos – jedna z prowincji Argentyny, leżąca w regionie Międzyrzecza, na północnym wschodzie kraju. Graniczy z prowincjami: Buenos Aires od południa, Corrientes od północy, Santa Fe od zachodu, a od wschodu z Urugwajem.
Stolicą prowincji jest Paraná (250 000 mieszkańców), leżąca nad rzeką Paraná, naprzeciw miasta  Santa Fe.

## Historia
Przed przybyciem hiszpańskich konkwistadorów tereny te zamieszkiwały plemiona Guaraní, Charrúa oraz Chaná. Jako pierwszy z Europejczyków zawitał tu
Rodríguez Serrano w roku 1520, podejmując wyprawę w górę rzeki Urugwaj w poszukiwaniu drogi do wybrzeży Oceanu Spokojnego.
Pierwsze stałe osiedle powstało na terenie obecnego departamentu La Paz pod koniec XVI w. Jako pierwszy gubernator Asunción, a po nim również gubernatorzy Buenos Aires i Hernandarias podejmowali wyprawy na niezbadane jeszcze wówczas tereny Entre Ríos. Juan de Garay po założeniu Santa Fe badał teren tej prowincji, zwanej wówczas la otra banda ("drugi brzeg").
W XVII w. rozpoczął się napływ osadników z sąsiedniej prowincji Santa Fe, zwłaszcza do Bajada del Paraná, na miejscu obecnej stolicy prowincji. Inne ośrodki założone wówczas to  Nogoyá, Victoria, Gualeguay, Gualeguaychú, Concepción del Uruguay oraz Concordia.
Tomás de Rocamora badał ten region w 1783 roku rozpoznając możliwości ewentualnej inwazji portugalskiej, nadał przy okazji oficjalny status wielu miejscowościom, w tym wymienionym wyżej. To on pierwszy użył nazwy "Entre Ríos".
Podczas rewolucji majowej miasta wzdłuż Parany wspomagały wyprawę Manuela Belgrano i jego armii przeciwko Paragwajowi.
29 września 1820 caudillo Francisco Ramírez proklamował państwo pod nazwą "Republika Entre Ríos". Taki stan utrzymał się aż do udanego zamachu na niego 10 lipca następnego roku.
W roku 1853 na spotkaniu przedstawicieli wszystkich prowincji z wyjątkiem Buenos Aires Paraná została wybrana stolicą Konfederacji Argentyńskiej, a caudillo Urquiza jej pierwszym prezydentem. Stolicę prowincji przeniesiono do Concepción del Uruguay. Po odsunięciu Urquizy od władzy nad Konfederacją, gdy jej prezydentem został Domingo Faustino Sarmiento, został on gubernatorem prowincji, lecz udany zamach nie pozwolił mu dotrwać do końca kadencji.
Urquiza zwiększył napływ imigrantów do Argentyny, wprowadzając "kontrakty kolonizacyjne", powstało wówczas wiele kolonii rolniczych prowadzonych przez Europejczyków (ze Szwajcarii, Francji, Niemiec i innych krajów). Według danych z 1903 roku, na 425 373 mieszkańców prowincji 153 067 było imigrantami.

## Gospodarka
Produkcja rolnictwa prowincji to głównie ryż (60% produkcji argentyńskiej), soja, pszenica, kukurydza oraz cytrusy (drugi producent w Argentynie, 16% przeznacza się na eksport, głównie do Europy).
Hoduje się głównie bydło (4,5 miliona sztuk), oraz owce, choć w znacznie mniejszej ilości, pastwiska zajmują 60 000 km². Produkcja nabiału, ostatnio rozwijana, to obecnie 250 000 ton rocznie.
Prowincja ma 37% udziału w krajowym pogłowiu kur a 25% w produkcji jaj kurzych. Innym produktem miejscowego przemysłu spożywczego jest miód i inne produkty pszczele, produkowane głównie na eksport.
Główne gałęzie przemysłu to przetwórstwo spożywcze, przemysł drzewny, chemiczny, hutnictwo i przemysł maszynowy.

## Geografia i klimat
Podobnie jak całe argentyńskie Międzyrzecze, teren prowincji jest płaski, ze wzgórzami maksymalnie do 100 metrów wysokości. Dwa główne łańcuchy wzgórz nazywane są lomadas lub cuchillas: Cuchilla de Montiel (zachodni) oraz Cuchilla Grande (wschodni), przedzielone rzeką Gualeguay.
Nazwa prowincji oznacza "między rzekami". Granice Entre Ríos wyznaczają rzeki, przecina jej terytorium wiele rzek i strumieni: Paraná i jej delta na zachodzie i wschodzie, rzeki Urugwaj oraz Mocoretá na wschodzie; a na północy rzeka Guayquiraró.
Klimat zmienia się od podzwrotnikowego na północy do umiarkowanego na południu, w rejonie pampy. Roczne opady to średnio około 900 mm, występują niekiedy wiatry pampero.
Na terenie prowincji znajdują się dwa parki narodowe: El Palmar oraz Pre-Delta. Są tu też w kilku miejscach gorące źródła, rozmieszczone głównie wzdłuż biegu rzeki Urugwaj.

## Podział administracyjny
Prowincja jest podzielona na 17 departamentów (departamentos).
Departament (Stolica)
1. Colón (Colón)
2. Concordia (Concordia)
3. Diamante (Diamante)
4. Federación (Federación)
5. Federal (Federal)
6. Gualeguay (Gualeguay)
7. Gualeguaychú (Gualeguaychú)
8. Islas del Ibicuy (Villa Paranacito)
9. La Paz (La Paz)
10. Nogoyá (Nogoyá)
11. Paraná (Paraná)
12. San José de Feliciano (San José de Feliciano)
13. San Salvador (San Salvador)
14. Tala (Rosario del Tala)
15. Uruguay (Concepción del Uruguay)
16. Victoria (Victoria)
17. Villaguay (Villaguay)